# Mercedes-Benz Citaro G
Mercedes-Benz Citaro G je model zcela nízkopodlažního městského kloubového autobusu z rodiny Citaro, vyráběný od roku 1997 společností Daimler Buses (do roku 2023 EvoBus), kterou vlastní koncern Daimler Truck. Písmeno G v názvu odkazuje na slovo gelenk, které v překladu znamená kloubový. Z tohoto modelu byly následně odvozeny prodloužené modely CapaCity a CapaCity L. Vedle základní varianty určené především pro městský provoz je vyráběna i varianta GÜ pro příměstskou a meziměstskou dopravu. Písmeno Ü znamená Überland neboli meziměstský.

## Popis
Jedná se o model standardního městského kloubového autobusu o délce přibližně 18 metrů, odvozený od 12metrového modelu Citaro. Třetí náprava je hnací. V pravé bočnici autobusu se nachází troje nebo čtvery dvoukřídlé dveře.